# O Barbeiro de Sevilha (desenho animado)
The Barber of Seville (em português: O Barbeiro de Sevilha) é o décimo curta de desenho animado da série Pica-pau. Lançado em 22 de abril de 1944, o filme foi produzido pela Walter Lantz Productions e distribuído pela Universal Pictures.

## Enredo
Pica-pau chega à barbearia de "Tony Figaro" na esperança de conseguir um "corte de cabelo da vitória" (uma referência contemporânea ao final da Segunda Guerra Mundial). Encontrando o proprietário da loja ausente, Pica-pau tenta cortar o próprio cabelo e o de outros clientes. O primeiro cliente que entra é um nativo americano que pede um xampu rápido, e Pica-pau faz uma bagunça lavando a cabeça do homem, o que faz com que o cocar do homem encolha e se torne uma  peteca de badminton. O indígena zangado ameaça escalpelar Pica-pau, mas a ave rapidamente derruba o cliente com um martelo e o manda para fora da porta, onde ele acaba parado na frente de uma loja de tabaco. Logo depois, o segundo e principal cliente de Pica-pau é um trabalhador da construção civil italiano que pede "limpeza geral". 
Uma vez que Pica-pau tira da cabeça o capacete de construção do homem, ele passa a ensaboar o rosto, o queixo, a boca e os sapatos do cliente, enquanto canta o Largo al factotum de Rossini. Pica-pau então pega uma navalha afiada e começa a barbear o homem. Pica-pau eleva a cadeira do barbeiro até o teto enquanto canta uma ária, permitindo que o homem caia no chão e destrua a cadeira. Pica-pau começa a balançar a navalha liberalmente com seu cliente assustado, que corre para escapar dele. Uma perseguição por toda a barbearia ocorre quando Pica-pau dobra o ritmo de seu canto, até que o Pica-pau encurrala o homem na cadeira do barbeiro e passa a barbear-se e cortar o cabelo em velocidade maníaca. 
O cliente foge espantado, mas retorna para arremessar Pica-pau, e o joga através de uma janela de vidro e volta para dentro da loja, onde o pica-pau pousa e é atingido por canecas de barbear caindo de uma prateleira quebrada. Como último toque, o poste do barbeiro cai sobre Pica-pau, cuja cabeça é vista presa dentro do poste.